# Bruno Cuche

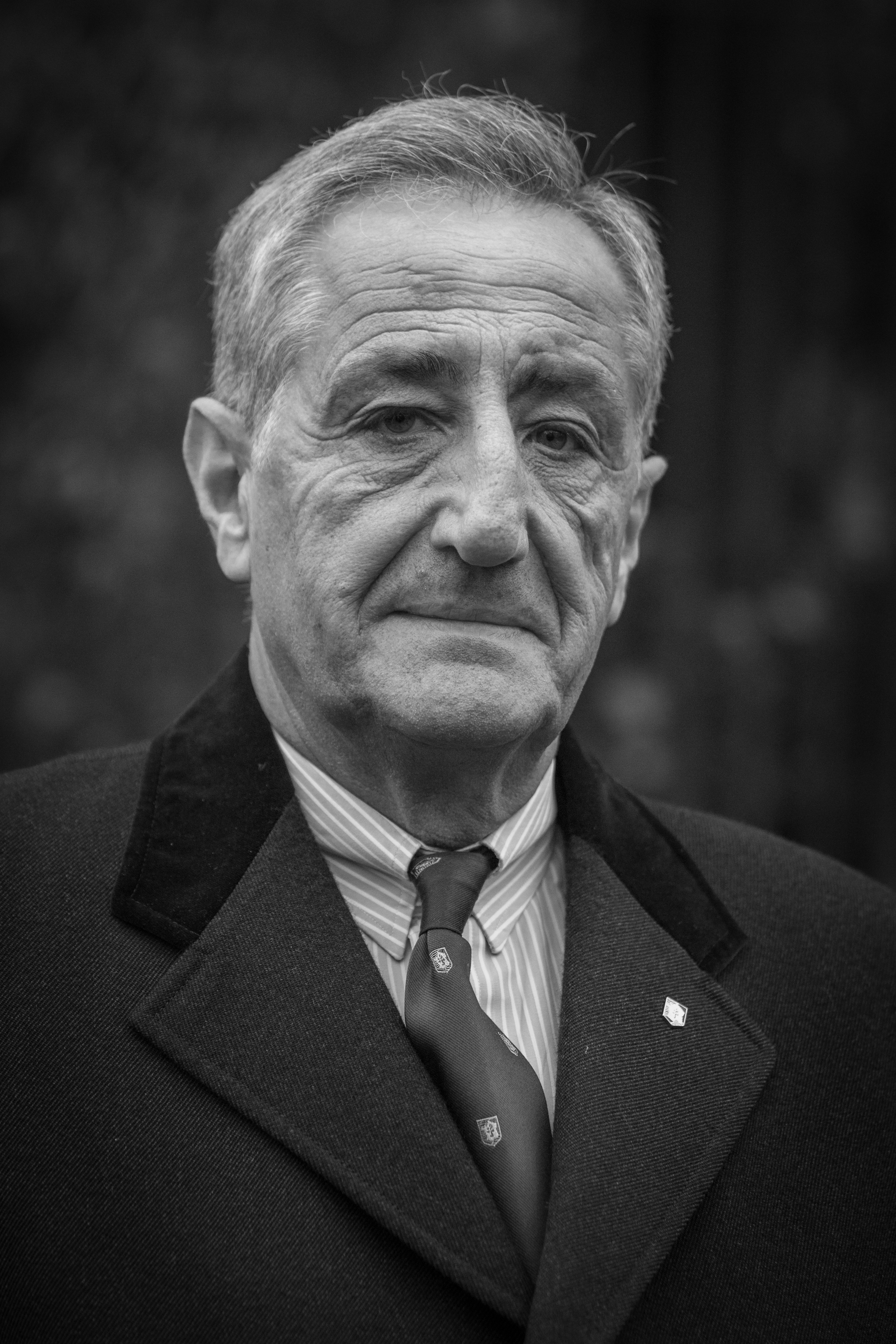
Bruno Cuche

Bruno Cuche (* 13. April 1948 in Konstanz) war ein französischer Général d’armée und war, bevor er im Juli 2008 seinen Rücktritt einreichte, Stabschef des Französischen Heeres. Zwischen Juli 2009 und September 2014 war er Gouverneur des Invalidenheims in Paris.

## Leben
Cuche trat 1968 als Offiziersanwärter ins französische Militär ein. Zuerst besuchte er, im Jahrgang N°155 Souvenir de Napoléon, die Militärschule Saint-Cyr, nach seinem Praktikum diente er in einem Panzerregiment und wurde 1971 zum Lieutenant befördert. Nach seiner Beförderung zum Capitaine wurde er 1977 dem 2e régiment de hussards in Orléans als Chef d’escadron zugeteilt. Seine Beförderung zum Commandant erfolgte 1982 nach dem Besuch der Panzerschule im englischen Bovington Camp. 1984–1985 besuchte er für etwa 10 Monate das Canadian Forces Command and Staff College in Toronto, später die École d'application de cavalerie in Saumur und wurde 1986 zum Lieutenant-colonel befördert. 1990 folge die Beförderung zum Colonel und ab 1992 war Cuche Kommandeur des 501. Panzerregiments in Rambouillet. Ab 1996 wechselte er ins Verteidigungsministerium und wurde 1998, nach seiner Beförderung zum Général de brigade, Stellvertreter des Général de division der 2. Panzerdivision. Nach seiner Beförderung zum Général de division 2001 und zum Général de corps d’armée 2003 wurde er Inspekteur des Heeres. Am 16. Juli 2006 wurde er zum Général d’armée befördert und zeitgleich Stabschef des Französischen Heeres. Nach einem Unfall am 29. Juni 2008, während der öffentlichen Vorführung einer Geiselbefreiung durch das 1er régiment de parachutistes d’infanterie de marine, bei dem 17 Zuschauer durch scharfe Schüsse teils schwer verletzt wurden, bot Cuche am 1. Juli 2008 seinen Rücktritt an. Nicolas Sarkozy akzeptierte das Rücktrittsgesuch am selben Tag.

## Auszeichnungen
- dänische Verdienstmedaille
- Großes Verdienstkreuz des Verdienstordens der Bundesrepublik Deutschland
- Großoffizier der Ehrenlegion
- Ritterkreuz des Ordre national du Mérite